# 噶盖
噶盖（穆麟德轉寫：Gʽagʽai；16世纪?—1600年），《八旗满洲氏族通谱》作噶盖扎尔固齐，伊尔根觉罗氏，满洲镶红旗人，清太祖努尔哈赤赐号“扎尔固齐”（穆麟德轉寫：jargūci）。噶盖曾与额尔德尼共同初创满文。不久，因卷入孟格布禄密谋刺杀清太祖一事获罪而死。

## 生平
噶盖世居呼纳赫，清太祖创业初期前来归附，当时隶属于满洲镶黄旗。清太祖赐号“扎尔固齐”，使得噶盖的地位仅次于位列五大臣的费英东。明万历二十一年（1593年）闰十一月，建州女真在古勒山一战大败以叶赫为首的九部联军之后，清太祖命令噶盖与额亦都、安费扬古率兵千人攻打讷殷佛多和山寨，斩其路长搜稳塞克什。明万历二十六年（1598年）正月，噶盖与台吉褚英、巴雅喇及费英东率兵千人攻打安褚拉库路，降服屯寨二十余座。次年（1599年），噶盖奉清太祖之命与额尔德尼共同创制满文。同年九月，噶盖与费英东率领二千人驻守哈达。哈达贝勒孟格布禄暗中联络明朝，并计划生擒噶盖和费英东。二人将这一计划告知清太祖，于是建州发兵攻克哈达，孟格布禄投降。不久，孟格布禄密谋刺杀清太祖事发，噶盖以未能觉察孟格布禄谋逆而论罪，与孟格布禄一同被处死。
噶盖长子武善，因清太祖念及噶盖旧日功劳，授牛录额真。天聪年间，位列十六大臣、后任工部尚书。三子布善曾任护军统领，其子夸札因战功升授一等轻车都尉世职。

## 註解
1. ↑  扎尔固齐汉语意思为“断事官”，源于《元史》中的“扎鲁花赤”在后金初期还有“理事十大臣”、“都堂”等汉译，天聪初年废此官职。[參⁠ 4][參⁠ 5]
2. ↑   註:

## 延伸阅读
[在维基数据编辑]
 《清史稿·卷228》，出自趙爾巽《清史稿》